# Трансформація системи в Польщі
Трансформація системи в Польщі – усі зміни, розпочаті в Польщі у 1980-х роках. 20 ст., які були спрямовані на побудову вільного ринку, створення громадянського суспільства та демократизацію.
Відбудова держави охопила майже всі сфери суспільного життя, тому для дослідницьких цілей виділяють наступні підкатегорії трансформації:
- політична трансформація (запровадження демократичних інститутів і процедур)
- економічна трансформація (створення вільного ринку на основі приватної власності)
- соціальна трансформація (зміна соціальної ментальності, прийняття нових правил).

Польща була першою країною соціалістичного табору, яка стала на шлях перетворень. Зі створенням НСЗЗ «Солідарність» у 1980 році були створені основи самоврядної Республіки.

## Політичні передумови
Політичні зміни в Польщі, розпочаті компромісом між комуністичною владою та опозицією «Солідарність» під час «круглого столу», прискорили проведення перших частково вільних парламентських виборів у післявоєнний період 4 червня 1989 року. Результати виборів продемонстрували відсутність громадської підтримки влади та дали змогу опозиції сформувати уряд. Місія його створення була доручена відомому опозиційному активісту, профспілковому раднику Леха Валенси Тадеушу Мазовецькому. В уряді Т. Мазовецького, окрім представників Громадянського клубу депутатів, що об’єднує депутатів із табору «Солідарність», були члени правлячих у часи ПНР партій (PZPR, SD та ZSL).
У парламентській промові наприкінці серпня 1989 р. прем'єр-міністр Т. Мазовецький представив програму системних політичних та економічних реформ. Вони були започатковані кадровими та організаційними змінами у найважливіших державних установах, обмеженням впливу комуністів та їхніх союзників. Ключову посаду в уряді в економічних питаннях було довірено віце-прем'єр-міністру та міністру фінансів Лешеку Бальцеровичу.
У січні 1990 р. PZPR було розпущено, а деякі її члени утворили Соціал-демократію Республіки Польща (SdRP). На зміну ZSL прийшла Польська селянська партія (PSL), яка посилалася на традиції Миколайчика. Зміцнювалися нелегальні угруповання, що діяли в ПНР, створювалися нові партії, що об'єднували представників колишньої опозиції. Багатопартійність свідчила про поразку однопартійної системи часів ПНР і зміцнення політичного плюралізму. Це також виявило сильний внутрішній розкол у середовищі колишньої опозиції та слабкість окремих партій, що її представляють.
На повну силу ці розбіжності проявилися під час президентських виборів восени 1990 року. Перемога Л. Валенси і поразка Т. Мазовецького поглибили процес поляризації антикомуністичного табору Т. Мазовецький подав у відставку з посади прем'єр-міністра, а його місце зайняв Ян Кшиштоф Бєлецький, вихідець з Ліберально-демократичного конгресу (KL-D). Продовження розпочатих економічних реформ символізувало збереження Л. Бальцеровичем його нинішньої посади в уряді, в той час як швидко зростаючі суперечки та розбіжності в правлячій коаліції, що послабило її політично (так звана війна на горі), були для них загрозою.
Усі ці обставини сприяли низькій явці та результатам парламентських виборів восени 1991 року. Демократична унія (UD) Т. Мазовецького та посткомуністичний Альянс демократичних лівих (SLD), зосереджений навколо SdRP Олександра Квасьневського, отримали найбільшу кількість голосів, хоча й були дуже розпорошеними. Після тривалих спроб сформувати уряд його очолив Ян Ольшевський з Центристської угоди (ЦП).
Уряд Ю. Ольшевського, який швидко вступив у конфлікт з президентом Л. Валенсою та парламентом через неефективну пропозицію люстрації державних кадрів, проіснував лише до середини 1992 року. Його замінив кабінет, сформований Ганною Сухоцькою з UD після невдалої спроби сформувати уряд Вальдемара Павляка з PSL. Однак загострення політичних суперечок праворуч і поглиблення конфлікту між урядом, NSZZ «Солідарність» і президентом призвели до падіння кабінету Г. Сухоцької в травні 1993 р. і призначення дострокових парламентських виборів.
Вибори у вересні 1993 принесли перемогу посткомуністам, організованим у SLD, і поразку групам пост-Солідарності. Тільки канцелярія Президента РП і т. зв міністерства президента: національної оборони, внутрішніх справ і закордонних справ. Суспільство, розгублене і втомлене не завжди зрозумілими для нього політичними суперечками, а насамперед тягарем економічних реформ, зробило вибір на користь лівих груп, які в умовах нової політичної системи докорінно змінили свої політичні гасла і викликали надії для безболісних системних змін. Уряд, сформований коаліцією SLD і PSL, очолив В. Павляк, якого в березні 1995 року змінив більш ефективний представник SLD - Юзеф Олекси. Менш ніж через рік через звинувачення у шпигунстві прем'єр-міністр Я. Олексій пішов у відставку. Його місце зайняв інший політик СЛД Влодзімеж Цімошевич.
Ефективно проведена кампанія перед президентськими виборами восени 1995 р. дала перевагу кандидату від SLD А. Квасневському. Його незначна перемога над Л. Валенсою призвела до того, що ліва коаліція з PSL відновила свою монополію на владу. Вона не тільки мала перевагу в парламенті та уряді, але й зайняла посаду президента. Цьому сприяло прийняття в 1997 році нової, демократичної Конституції Республіки Польща. Через шість років після створення уряду «Солідарності» групи, що виникли в результаті боротьби з комуністичною владою, знову опинилися в опозиції.
Проте ці групи продовжували намагатися прийти до влади на наступних парламентських виборах. Створена в 1996 році Маріаном Кшаклевським, Виборча акція солідарності (AWS) швидко здобула соціальну підтримку. Після перемоги на виборах коаліція AWS і UW, сформована в 1994 році шляхом злиття KLD і UD, дозволила сформувати уряд Єжи Бузека восени 1997 року. У його кабінеті функції віце-прем'єр-міністра, відповідального за економічні питання та міністра фінансів, знову було доручено Л. Бальцеровичу, лідеру Варшавського університету.

## Системна трансформація
Переговори за круглим столом і вибори в червні 1989 р. ознаменували початок політичної трансформації.
Перші частково вільні вибори відбулися 4 і 18 червня 1989 року – в результаті Громадянський комітет «Солідарність» отримав максимальну кількість місць, дозволену в Сеймі. 24 серпня 1989 року було сформовано уряд Тадеуша Мазовецького. Тоді президентом був призначений Войцех Ярузельський. Через рік відбулися президентські вибори, на яких переміг Лех Валенса. Перші цілком демократичні парламентські вибори відбулися в 1991 році. У результаті було сформовано перший демократичний уряд Яна Ольшевського, а Польща стала цілком демократичною державою.
У перші роки Третьої республіки демократична влада Польщі здійснила багато значних змін і реформ. Спочатку були внесені зміни до Конституції Польської Народної Республіки, змінивши назву держави на Республіку Польща, повернувшись до герба коронованого орла та відкинувши принципи комуністичної однопартійної системи.

## Економічна трансформація
Уряд Т. Мазовецького, призначений у 1989 р., розпочав ґрунтовні економічні реформи. Вони були важливим елементом політичної трансформації, підготовленої та здійсненої під керівництвом віце-прем’єр-міністра Л. Бальцеровича за участю радників із Заходу. Першим завданням реформаторів було зупинити спіраль цін і доходів, розв’язану влітку 1989 року останнім комуністичним урядом, яка восени переросла в гіперінфляцію.
З метою протидії гіперінфляції Л. Бальцерович запровадив систему індексації заробітної плати, обмеживши її зростання, і призвів до девальвації злотого з 988 злотих (до реденомінації) у серпні до 6500 злотих за 1 долар США наприкінці грудня 1989 року. Він також підготував зміни до застарілого держбюджету, збільшивши його дефіцит, а також збільшивши доходи, напр. через зростання цін на енергоносії та алкоголь. Він також провів переговори із західними міжнародними інституціями щодо економічної допомоги Польщі, скорочення боргу та стабілізації злотого.
Паралельно з поточною діяльністю Л. Бальцерович працював над пакетом комплексних стабілізаційних реформ і системних змін, які в жовтні 1989 р. були прийняті Радою міністрів як "Економічна програма уряду - основні припущення та напрямки". Програма, яку журналісти назвали планом Бальцеровича, виходила з того, що в умовах політичної свободи можна вільно обирати економічну систему країни. Проте має бути впроваджена перевірена система, заснована на приватній власності, конкуренції, сильних і конвертованих грошах і широкому обміні з іноземними державами, незалежною від державної бюрократії та тиску профспілок.
Системні та інституційні реформи за планом Бальцеровича включали: ліквідацію залишків системи центрального управління економікою, відновлення місцевої влади та комунальної власності, приватизацію, відмову від принципу автоматичного фінансування підприємницьких підприємств, зміну податкової системи, незалежність державних підприємств, запровадження конвертованості валюти, лібералізація зовнішньої торгівлі, демонополізація, створення ринку нерухомості, комерціалізація банківського та страхового секторів, організація ринку цінних паперів, сприяння функціонуванню іноземних інвесторів та запровадження соціального захисту безробітних.
Л. Бальцерович вважав, що створення нової економічної системи має бути пов'язане з подальшою рішучою боротьбою з інфляцією. Через рівень інфляції в кілька десятків відсотків на місяць він запропонував радикальні заходи (так звані радикальна терапія або шокова терапія ), що полягають в обмеженні кількості грошей, що надходять в економіку, зниженні стелі підвищення зарплати та встановленні фіксованого (на кілька місяців) обмінний курс. Л. Бальцерович не був упевнений в ефективності цієї політики через домінування державного господарства з його старими збоченнями. Проте він був переконаний, що послідовна боротьба з інфляцією є не лише передумовою початку процесу економічної трансформації, а й його підтримки західними країнами та Міжнародним валютним фондом (МВФ).

## Приватизація власності
Важливим елементом політичної трансформації став процес приватизації, законодавчу базу якого було створено кількома актами. Це були: Закон від 13 липня 1990 р. про приватизацію державних підприємств; Закон від 19 жовтня 1991 р. про управління сільськогосподарським нерухомим майном Державного казначейства та внесення змін до деяких актів; закон від 30 квітня 1993 р. про національні інвестиційні фонди та їхню приватизацію та закон від 30 серпня 1996 р. про комерціалізацію та приватизацію державних підприємств. Використовувався також Закон від 25 вересня 1981 року про державні підприємства, що дозволяв їх ліквідацію.
Зазначені акти стали основою для прийняття кількох шляхів приватизації. Таким чином, капітальний шлях (непряма приватизація) полягав у перетворенні найбільших державних підприємств на компанії, що повністю належать Державному казначейству, тобто їх комерціалізації. Потім акції незалежних компаній поглинули інвестори, переважно стратегічні. ФОП Держказначейства також були включені в процес масової приватизації з використанням національних інвестиційних фондів (НІФ). Малі та середні підприємства використовували шлях ліквідації (пряма приватизація). У його рамках активи держпідприємств продавалися, вкладалися в компанії або передавались у платне користування. До приватизації сільськогосподарські угіддя державних господарств входили до фонду сільськогосподарського майна Державного казначейства. Крім низхідної приватизації почала розвиватися установча приватизація знизу за участю вітчизняного та іноземного капіталу.
У вересні 1989 р. при Міністерстві фінансів було створено Управління Уповноваженого уряду з питань приватизації. Вона підготувала програму приватизації, і першими її завданнями було блокування процесу створення «номенклатурних» компаній, які зростали з початку 1989 року. Вони були створені в результаті захоплення державної власності особами, пов’язаними з керівними органами державних підприємств або колишньою владою, надання виборчих прав певній соціальній групі за рахунок інших. Відповідно до Закону від липня 1990 року приватизація державного майна була покладена на Міністерство приватизації. Їх підтримували різні установи, в тому числі Агентство сільськогосподарської власності Державного казначейства, головною метою якого було освоєння земель ліквідованих радгоспів. З 1996 року питання трансформації власності зосереджені в Міністерстві казначейства.
Важливою подією для процесу трансформації власності став запуск у квітні 1991 р Варшавської фондової біржі. Першими компаніями, чиї акції були розміщені на фондовій біржі, були промислові та будівельні компанії: Tonsil, Próchnik, Krosno, Exbud, Kable, потім Swarzędz, Wólczanka, Żywiec і Wedel. Таким чином було започатковано ширший процес трансформації власності через капітал. У 2000 році акції 194 компаній були розміщені на фондовій біржі, а також казначейські зобов'язання, ф'ючерсні контракти та інші цінні папери. Оборот на фондовій біржі зріс лише з 29,2 млн. злотих у 1991 році до 232,6 млрд. злотих у 2000 році. Фондова біржа зміцнила основи ринкової економіки в Польщі та прискорила процес трансформації власності.
Іноземний капітал купував приватизовані підприємства, створював спільні підприємства та купував акції на біржі.
Спочатку американські, транснаціональні, німецькі, італійські, французькі та голландські компанії виявили найбільший інтерес до інвестування в Польщу. Їхні капітали спрямовувалися переважно в торгівлю та переробну промисловість. До 1994 року вартість прямих іноземних інвестицій досягла 4,3 млрд доларів США. Ситуація в цьому відношенні помітно покращилася в 1995 році, коли вартість іноземних інвестицій зросла на 2,5 млрд. дол. Закупівлі в Польщі здійснювали, зокрема, к British American Tobacco, Michelin і Goodyear. У 1990–2000 роках загальна вартість іноземного капіталу сягнула 45 мільярдів доларів США, а основними країнами його походження були: Франція, США, Німеччина та Нідерланди. Понад 1 мільярд доларів США інвестували наступні корпорації: Daewoo, Fiat, Vivendi, United Pan-Europe Communications, РAO Газпром, UniCredit Italiano та Bayerische Hypo-und Vereinsbank AG. Польща отримала 30% інвестицій, які йшли до Центральної та Східної Європи. Проте залучення іноземного капіталу на душу населення в Польщі залишалося на значно нижчому рівні, ніж в Угорщині, Словаччині та Чехії.
У 1990–2000 роках процес трансформації власності охопив 75% державних підприємств. У рамках приватизації капіталу було створено майже 1,5 тис. єдиних акціонерних товариств Держказначейства, з яких 1/3 приватизовано. Майже половина підприємств перебувала в руках польського та іноземного капіталу. Найбільші операції включали продаж: KGHM "Polska Miedź" SA, Celulozy "Świecie" SA, Zakłady Przemysłu Tytoniowego Kraków SA, Bank Handlowy w Warszawie SA, Bank Pekao SA, Bank Przemysłowo-Handlowy SA, Powszechny Zakład Ubezpieczeń SA та Telekomunikacja Polska SA.
Пряма приватизація охопила 1800 підприємств із кількістю працівників до 500 осіб. Особливо привабливою була здача активів в оренду компаніям, що належать працівникам, мотивована бажанням зберегти робочі місця. Їх створення позитивно вплинуло як на відносини між працівниками, так і на економічні результати діяльності підприємств. Економічно найслабші підприємства виставлялися на продаж на відкритих торгах.
Результати низхідної приватизації, які відрізнялися від очікувань, означали, що в 2000 році все ще працювало 2268 державних підприємств, тобто 1/4 їх кількості з 1990 року. Більшість державних підприємств — особливо кам’яновугільні шахти, збройні заводи та Польська державна залізниця — зазнали серйозних фінансових проблем і були вражені трудовими конфліктами.
Дефіцит капіталу, високі ціни на кредит та оренду приміщень призвели до того, що двигуном трансформації власності стали так звана мала приватизація. Вона полягала у купівлі дрібних державних чи кооперативних підприємств і запуску нових, переважно комерційних. Лише за 1990–1994 роки було приватизовано понад 800 тис. нових підприємств, часто з невеликим капіталом, але дуже активних.
Збільшенню кількості приватних підприємств сприяла і зміна класифікації кооперативів. У ПНР вони входили до складу т. зв в соціалізованому секторі, а в ІІІ Речі Польщі сприяли приватній власності. Стрімке зростання кількості малих підприємств було призупинено в середині 1990-х років через насичення ринку та збільшення кількості банкрутств, а також високий податковий тягар, дорогі кредити та недостатній попит. У другій половині 1990-х рр. кількість підприємств, що належали одному власнику, залишалася на рівні понад 2 млн. одиниць. Серед малих підприємств переважали підприємства торгівлі та ремонтні майстерні (38%) .
Одночасно з прямою та непрямою приватизацією велася підготовка до загальної приватизації, яка передбачала передачу всім повнолітнім громадянам 60% активів 512 державних підприємств, які входили до складу 15 Національних інвестиційних фондів. У листопаді 1995 року розпочався перший етап загальної приватизації, тобто продаж сертифікатів акцій кожному дорослому поляку. До 2000 року половина компаній-учасників програми NFI була приватизована.
Експансія великого і дрібного капіталу, в тому числі іноземного, спричинила значні зміни у структурі власності економіки. У 1993 р. частка приватного сектора у створенні ВВП перевищувала 50%, тоді як у 1990 р. вона не перевищувала 1/3. У 2000 році приватний сектор зробив внесок у створення ВВП у розмірі 63%. Відсоток зайнятих у приватному секторі по відношенню до загальної зайнятості відповідно зріс з 49% у 1990 році до 74% у 2000 році. Приватний сектор відігравав найбільшу роль у будівництві (96% реалізованої продукції), роздрібній торгівлі (95% продажів), сільському господарстві (95% світового виробництва) та промисловості (72% реалізованої продукції).
Структурні зміни також відбулися в державному секторі, головним чином після відновлення діяльності місцевого самоврядування. Закон про місцеве самоврядування від 8 березня 1990 р. визнав ґміну основним суб’єктом польової діяльності, на який покладені всі суспільні справи місцевого значення, не закріплені статутом за іншими суб’єктами. Відповідно до закону гміни отримали ті активи, які перебували у безпосередньому розпорядженні колишніх національних рад та органів місцевої державної адміністрації. Таким чином, частина державного майна була комуналізована, створивши нову форму власності, яка була основою для розвитку місцевої демократії. Його посилив запроваджений у 1999 році адміністративний поділ країни на повіти та великі воєводства — регіони.